# Мейбел (співачка)
Мейбел Алабама-Перл Маквей (англ. Mabel Alabama-Pearl McVey; нар. 19 лютого 1996, Малага, Іспанія) — англійська співачка та авторка пісень. Широкому загалу стала відома 2017 року з виходом пісні «Finders Keepers», яка зайняла 8-му сходинку хіт-параду UK Singles Chart. У серпні 2019 року вийшов її дебютний студіний альбом під назвою High Expectations, який зайняв третю сходинку в UK Albums Chart.

## Біографія
Народилась 1996 року в Малазі, Іспанія, у сім'ї англійського музичного продюсера Камерона Маквея та шведської співачки Нене Черрі. Її дід  — американський джазовий виконавець Дон Черрі, а зведений брат — колишній співак гурту Mattafix Марлон Рудетт. Шведський виконавець Eagle-Eye Cherry є її дядьком. Мейбел росла в Іспанії та Швеції. Після закінчення школи в Швеції переїхала до Лондона, щоб розпочати музичну кар'єру.
Кар'єра Мейбел почалась 2015 року з виходом її пісні «Know Me Better». У травні 2017 року випустила сингл «Finders Keepers», записаний за участі репера Kojo Funds. Пісня досягла десятки хіт-параду UK Singles Chart. Пізніше того ж року випустила свій EP Bedrooms та мікстейп Ivy to Roses.
2018 року разом з американським репером Rich the Kid та британським діджеєм Джексом Джонсом записала пісню «Ring Ring».
У січні 2019 року була номінована на отримання нагороди «Відкриття року» премії Brit Awards. Тоді ж випустила пісню «Don't Call Me Up», яка відразу зайняла 11 сходинку UK Singles Chart. Невдовзі сингл піднявся до третього місця хіт-параду. 7 червня випустила «Mad Love», другий сингл з її дебютного альбому High Expectations. Пісня дебютувала на 18 позиції в UK Singles Chart, досягнувши 8-ї сходинки. У липні випустила акустичну версію High Expectations.
18 червня 2021 року випустила сингл «Let Them Know», а 16 липня — «Take It Home». Другий сингл «Good Luck» майбутнього альбому випустила 18 березня 2022 року, який був записаний за участі Джекса Джонса та Galantis. 15 липня 2022 року світ побачив другий альбом співачки About Last Night….

## Дискографія

### Альбоми
- High Expectations (2019)
- About Last Night... (2022)

### EP
- Bedroom (2017)
- Stripped Session (2019)
- Love Lockdown (2020)
- Mabel & Chill (2020)
- Let's Move (2020)
- Magic (2021)
- Christmas (2021)

### Мікстейпи
- Ivy to Roses (2017)

### Сингли
- «Know Me Better» (2015)
- «My Boy My Town» (2015)
- «Thinking of You» (2016)
- «Finders Keepers» (featuring Kojo Funds) (2017)
- «Bedroom» (2017)
- «Begging» (2017)
- «My Lover» (Remix) (with Not3s) (2017)
- «Fine Line» (featuring Not3s) (2018)
- «Cigarette» (with Raye and Stefflon Don) (2018)
- «Ring Ring» (with Jax Jones featuring Rich the Kid) (2018)
- «One Shot» (2018)
- «Don't Call Me Up» (2019)
- «Mad Love» (2019)
- «OK (Anxiety Anthem)» (2019)
- «God Is a Dancer» (with Tiësto) (2019)
- «Loneliest Time of Year» (2019)
- «Boyfriend» (2020)
- «West Ten» (with AJ Tracey) (2020)
- «Tick Tock» (with Clean Bandit featuring 24kGoldn) (2020)
- «Let Them Know» (2021)
- «Take It Home» (2021)
- «Time After Time» (2021)
- «Good Luck» (with Jax Jones and Galantis) (2022)
- «Overthinking» (with 24kGoldn) (2022)
- «Deal or No Deal» (with A1 x J1) (2022)

## Відеокліпи
| Назва                 | Рік  | Інший артист            | Режисер          | Ref.   |
| --------------------- | ---- | ----------------------- | ---------------- | ------ |
| "My Boy My Town"      | 2015 | —                       | Bafic            | [ 12 ] |
| "Talk About Forever"  | 2016 | —                       | Голлі Блейкі     | [ 13 ] |
| "Thinking of You      | 2016 | —                       | Джо Алекзандер   | [ 14 ] |
| "Bedroom"             | 2017 | —                       | Голлі Блейкі     | [ 15 ] |
| "Finders Keepers"     | 2017 | Kojo Funds              | Савана Ліф       | [ 16 ] |
| "My Lover"            | 2017 | Not3s                   | Kirx             | [ 17 ] |
| "Fine Line"           | 2018 | Not3s                   | Едріан Лаув      | [ 18 ] |
| "Cigarette"           | 2018 | Raye, Stefflon Don      | Джексон Лакассі  | [ 19 ] |
| "Ring Ring"           | 2018 | Jax Jones, Rich the Kid | Люк Девіс        | [ 20 ] |
| "One Shot"            | 2018 | —                       | Аарон А          | [ 21 ] |
| "One Shot" (remix)    | 2018 | Yungen Avelino          | Kirx             | [ 22 ] |
| "Don't Call Me Up"    | 2019 | —                       | Брок Ніл-Робертс | [ 23 ] |
| "Mad Love"            | 2019 | —                       | Марк Класфельд   | [ 24 ] |
| "Bad Behaviour"       | 2019 | —                       | Олівер Кейн      | [ 25 ] |
| "OK (Anxiety Anthem)" | 2019 | —                       | Джейд Джекмен    | [ 26 ] |
| "God Is a Dancer"     | 2019 | Tiesto                  | Айзек Рентц      | [ 27 ] |
| "Boyfriend"           | 2020 | —                       | Айзек Рентц      | [ 28 ] |
| "Tick Tock"           | 2020 | Clean Bandit            | Clean Bandit     | [ 29 ] |
| "Let Them Know"       | 2021 | —                       |                  | [ 30 ] |
| "Take Me Home"        | 2021 | —                       |                  | [ 31 ] |
| "I Wish"              | 2021 | Джоел Коррі             | Еліотт Сімпсон   | [ 32 ] |
| "Time After Time"     | 2021 | —                       |                  | [ 33 ] |
| "Good Luck"           | 2022 | Джекс Джонс, Galantis   | Айзек Рентц      | [ 34 ] |
| "Overthinking"        | 2022 | 24kGoldn                |                  | [ 35 ] |

## Нагороди та номінації
| Нагорода                  | Рік  | Номінація               | Категорія                                                | Результат | Ref.   |
| ------------------------- | ---- | ----------------------- | -------------------------------------------------------- | --------- | ------ |
| BBC Radio 1's Teen Awards | 2019 | Мейбел                  | Найкраща британська співачка                             | Номінація | [ 36 ] |
| BreakTudo Awards          | 2019 | Мейбел                  | Новий міжнародний артист                                 | Номінація | [ 37 ] |
| Brit Awards               | 2019 | Мейбел                  | Британський прорив року                                  | Номінація | [ 38 ] |
| Brit Awards               | 2020 | Мейбел                  | Британські співачка                                      | Перемога  | [ 39 ] |
| Brit Awards               | 2020 | Мейбел                  | Найкращий новий артист                                   | Номінація | [ 39 ] |
| Brit Awards               | 2020 | «Don't Call Me Up»      | Пісня року                                               | Номінація | [ 39 ] |
| Global Awards             | 2018 | Мейбел                  | Молода зірка                                             | Перемога  | [ 40 ] |
| Global Awards             | 2018 | Мейбел                  | Найкращий RnB, хіп-хоп або грайм                         | Номінація | [ 40 ] |
| Grammis                   | 2018 | Мейбел                  | Найкращий новачок                                        | Номінація | [ 41 ] |
| LOS40 Music Awards        | 2019 | Мейбел                  | Найкращий іноземний новий артист                         | Перемога  | [ 42 ] |
| LOS40 Music Awards        | 2019 | «Don't Call Me Up»      | Найкраще іноземне відео                                  | Номінація | [ 42 ] |
| MOBO Awards               | 2017 | Мейбел                  | Найкраща співачка                                        | Номінація | [ 43 ] |
| MOBO Awards               | 2017 | Мейбел                  | Найкращий новачок                                        | Номінація | [ 43 ] |
| MTV Brand New             | 2018 | Мейбел                  | Особлива нагорода                                        | Перемога  | [ 44 ] |
| MTV Europe Music Awards   | 2019 | Мейбел                  | Прорив року                                              | Номінація | [ 45 ] |
| MTV Europe Music Awards   | 2019 | Мейбел                  | Найкращий новий виконавець                               | Номінація | [ 45 ] |
| MTV Europe Music Awards   | 2019 | Мейбел                  | Найкращий виконавець Об'єднаного королівства та Ірландії | Номінація | [ 45 ] |
| MTV Video Play Awards     | 2019 | «Don't Call Me Up»      | Відео-переможець                                         | Перемога  | [ 50 ] |
| Musikförläggarnas Pris    | 2019 | «Don't Call Me Up»      | Найкраща пісня                                           | Номінація | [ 51 ] |
| Musikförläggarnas Pris    | 2019 | Мейбел                  | Найкращий композитор                                     | Номінація | [ 51 ] |
| Musikförläggarnas Pris    | 2019 | Мейбел                  | Найкращий іноземний успіх                                | Номінація | [ 51 ] |
| NRJ Music Awards          | 2019 | Мейбел                  | Іноземний прорив року                                    | Номінація | [ 52 ] |
| P3 Guld                   | 2020 | «Don't Call Me Up»      | Пісня року                                               | Номінація | [ 53 ] |
| Silver Clef Award         | 2019 | Мейбел                  | Найкращий новачок                                        | Перемога  | [ 54 ] |
| Urban Music Awards        | 2018 | Мейбел                  | Найкраща виконавиця                                      | Номінація | [ 55 ] |
| Urban Music Awards        | 2018 | «My Lover» (with Not3s) | Найкраще музичне відео                                   | Номінація | [ 55 ] |
| Urban Music Awards        | 2020 | Мейбел                  | Найкраща виконавиця                                      | Номінація | [ 56 ] |
| Urban Music Awards        | 2020 | Мейбел                  | Артист року                                              | Номінація | [ 56 ] |
| Urban Music Awards        | 2020 | «Don't Call Me Up»      | Найкраще музичне відео                                   | Перемога  | [ 56 ] |